# Ligeia Mare

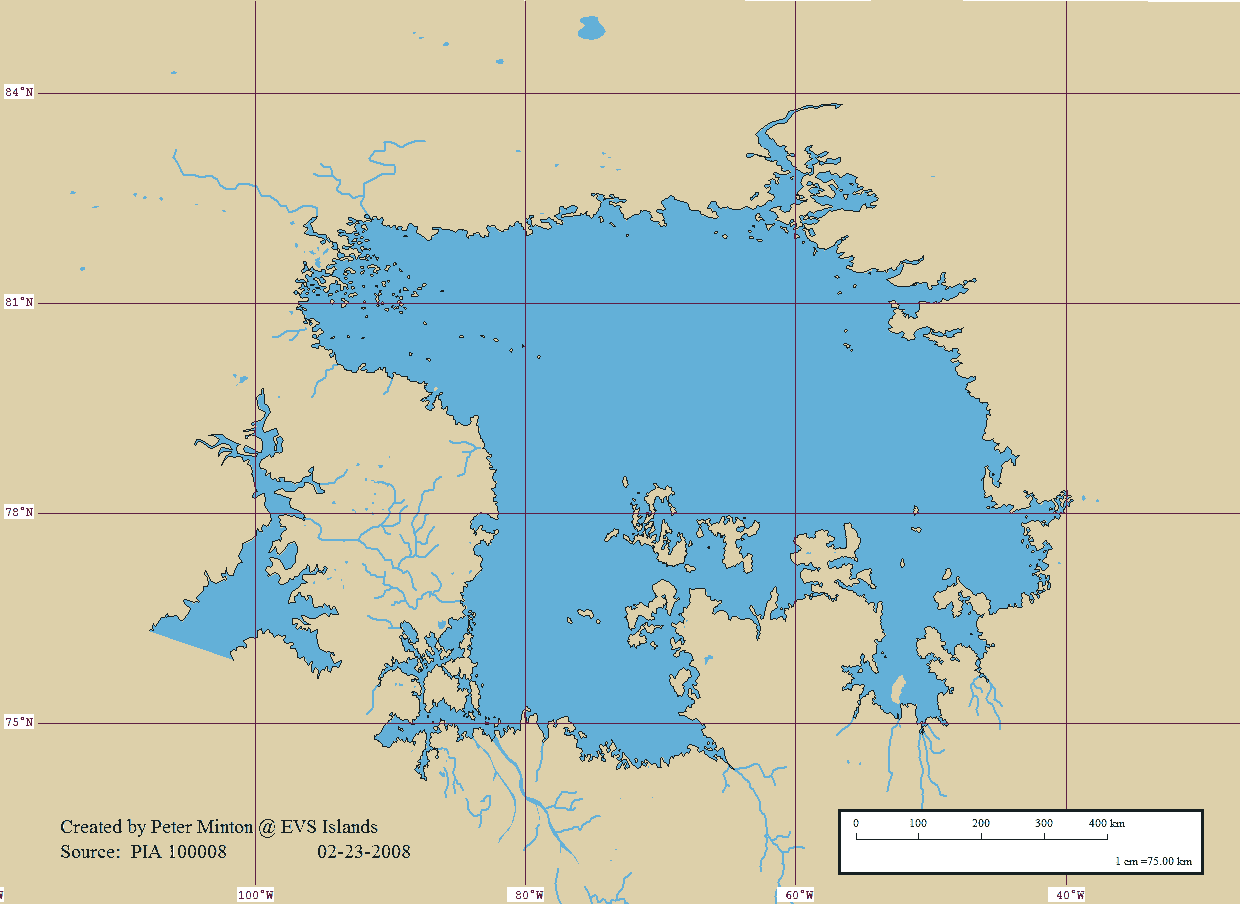
Mapa de Ligeia Mare

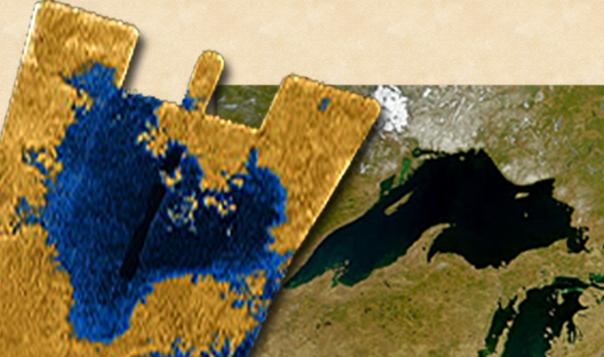
Comparació de la mida de Ligeia amb el Llac Superior de la Terra

Ligeia Mare és un cos de líquid sobre Tità, la lluna més gran del planeta Saturn. És la segona massa de líquid més gran de la superfície de Tità, després de Kraken Mare. Està situada a 79.0° N, 249.0° W i mesura uns 500 km de diàmetre i ha estat totalment cartografiada per la sonda Cassini-Huygens. The lake may be hydrologically connected to the larger Kraken Mare. Its namesake is Ligeia, one of the sirens in Greek mythology.